# Eumenes de Alejandría
Según Eusebio de Cesarea, en su Historia Eclesiástica, sólo nos menciona que Eumenes de Alejandría fue el séptimo obispo de esta ciudad de los años 131 a 141, al parecer, después de dos años de vacante. Además es considerado el segundo director de la Escuela catequética de Alejandría, después de su antecesor Justo. Murió en Alejandría y fue sepultado junto a los restos de San Marcos en el templo de Bucalis.
| Predecesor: Justo | Obispo de Alejandría 131 – 141 | Sucesor: Marcos II |

- Datos: Q503356